# Едуард Валпа
Едуард Валпа е италиански католически духовник, философ, писател, преводач и български просветител.

## Биография
Едуард е роден на 29 февруари 1812 г. в Торино, Италия. Пристига в Пловдив на 13 декември 1841 г. Четири години е бил свещеник в село Житница. От 2 декември 1845 г. е назначен за енорийски свещеник в Калъчлии, където ръководи енорията в продължение на 27 години. Той е бил познат на селяните като „отец Едоардо“.
Известен е като един от най-видните мисионери и не само като духовник, но и като философ и писател. Написва различни набожни книги, които са издадени от Пропагандата в Рим. Овладял български език, той направил преводи на няколко църковни и граждански драматични произведения, включително и толкова популярната в българското общество по това време „Многострадална Геновева“. Съставил е обширни италиано-български и българо италиански речници. Написал е „Българска граматика на италиански“, „История на българския народ“ (написана с латински букви, но на говорим български език, наричана „павликянска“), „Кратка история на Пловдивската католическа мисия“. Тези трудове остават неиздадени. Ръкописите на „История на българския народ“ (Zaropismo ili Istoria balgarska) се базират на първото печатно издание на един от вариантите на „История славянобългарска“ - „Царственика” на Христаки Павлович, издадена през 1844 г. в Австро-Унгария. Във втория ръкопис на тази творба отец Валпа вмъква множество допълнения от други извори (византийски хронисти и западноевропейски автори).
Умира на 7 януари 1873 г. на 61-годишна възраст в Калъчлии. Погребан е в църквата, като след срутването ѝ от земетресението тленните останки са преместени в селските гробища. През 1940 г. италианското правителство отпуска средства за построяването на паметник. Той е монтиран и благословен на 1 ноември 1940 г. в двора на църквата. Днес плочата се намира в гробищния парк. След Втората световна война голяма част на архив на католическата енория, в която е служил 27 години е предадена в Националната библиотека „Св.св. Кирил и Методий“ в София. Така някои от ръкописите на отец Валпа попадат в Националната библиотека.
- Запазени ръкописи на отец Валпа
- Първи ръкопис на „История на българския народ“
- Втори ръкопис на „История на българския народ“

## Издадени преводни и авторски творби
1. Nauki od Sveti Francisko od Sales i od blaxen Egidio i drughi dobri raboti od kristianski xivot / od italianski na bolgarski jezik ubarnati od p. Edoardo od Torino, kappucin od Sveti Francisko na godinu sled Issukrastovo poroxdeni 1847. - Rim, 1878 (Peciatniza na Sv. Ob. propagandsko).
2. Misleni za maki Issukrastovi : da se pravat na sekoi den od golemi posti / pissani od P. Edoardo kappuzin na godina sled Poroxdeni Issukrastovo 1847. - Rim, 1878 (Speciatniza na Sv. Ob. propagandsko).
3. Nauki za kristianskiat xivot spored Isukrastovoto sledene / prevedeni od latinsko na bâlgarsko od p. Edoardo od Torino kapuzin u godinata sled Isukrastovoto poroxdene 1863. - Rim, 1878 (Speciatniza na Sv. Ob. propagandsko).
4. Mesezat od marta : naracen i poklonen na prevelikiat i slavniat Sveti Josifa, precisti sgudenik na precistata majka boxja blax. deviza Maria / preveden od italianski v godinata 1872 [od p. Edoardo]. - Rim, 1878 (Peciatniza na Sv. Ob. propagandsko).
5. Izbranie оt bogomilni falbi i pesni na Prisveto troistvo, na blaxena deviza Maria i na svetzi / ot italianski jezik na bulgarski ubarnati ot d. Edoardo a Torino kappucin ; I siga parviat pat na svetlos dadini ot d. Samuele a Prato kappucin za spomen i duhovno dobro na bulgarski-plovdivski-katolicenski narod. - Prato, Toskana, 1878 (Peciatniza Giachetti sin i drux).

## Изследователи на творчеството на отец Валпа
- В края на XIX век неговото творчество е изследванo от проф. Любомир Милетич и включено в двете изследвания „Нашите павликяни“, публикувани в „Сборник за Народни Умотворения, Наука и Книжнина“, книга 19, 1903 и книга 21, 1905 г.
- В началото на 1990-те години проф. Красимир Станчев, преподавател по „Славянска филология“ в 3ти римски университет, изследва творчеството на отец Едуард и публикува статията „Отeц Едуардо от Торино и българската павликянска книжнина“.
- През 2012 г. във връзка с 200 годишнината от рождението на  отец Едуард, проф. Людвиг Селимски публикува във в-к „Истина-Veritas“ статия за отец Валпа под заглавието „На хората драг, на Бога угоден“.
- През 2022 г. излиза от печат монографията „Zaropismo illi Balgarska Istoria на отец Едоардо Валпа“ на проф. Петко Петков. В нея авторът изследва специфични черти на павликянския диалект, представени в ръкописите на отец Валпа.